# Chaerephon gallagheri
Il molosso di Gallagher (Chaerephon gallagheri, Harrison, 1975) è un Pipistrello della famiglia dei Molossidi endemico della Repubblica Democratica del Congo.

## Descrizione

### Dimensioni
Pipistrello di piccole dimensioni, con la lunghezza totale di 77  mm, la lunghezza dell'avambraccio di 38 mm, la lunghezza della coda di 28 mm, la lunghezza del piede di 8,4 mm, la lunghezza delle orecchie di 19 mm.

### Aspetto
La pelliccia è corta. Il colore generale del corpo è brunastro. Il muso è ottuso con delle creste trasversali sul naso. Il labbro superiore ha 5 pieghe ben distinte su ogni lato ed è ricoperto da alcune setole spatolate. Le orecchie sono relativamente grandi, unite lungo il margine anteriore attraverso una membrana che si estende centralmente fino a formare una sacca triangolare con i bordi convessi. Sotto di essa è presente un lobo bulboso che si estende in avanti fino alla punta del muso e che ha all'interno una sacca con l'apertura posteriore e due pieghe cutanee verticali che si estendono posteriormente e si uniscono sulla testa. All'interno della sacca è presente una cresta di lunghi peli marroni scuri. Il trago è piccolo ma non nascosto dietro l'antitrago, il quale è ben sviluppato e rettangolare. Le membrane sono nere-grigiastre. La coda è lunga e tozza e si estende per più della sua metà oltre l'uropatagio. Il cranio presenta degli insoliti rigonfiamenti che circondano l'apertura nasale.

## Biologia

### Alimentazione
Si nutre di insetti.

## Distribuzione e habitat
Questa specie è conosciuta soltanto dall'olotipo, un maschio adulto catturato presso il villaggio di Scierie, sulle rive occidentali del Fiume Congo, nella Repubblica Democratica del Congo centrale.
Vive probabilmente nelle foreste secondarie decidue.

## Conservazione
La IUCN Red List, considerata la mancanza di informazioni recenti sull'areale, i requisiti ecologici, le minacce e lo stato di conservazione, classifica C.gallagheri come specie con dati insufficienti (DD).
La Società Zoologica di Londra, in base ad alcuni criteri evolutivi e demografici, la considera una delle 100 specie di mammiferi a maggior rischio di estinzione.